# Bathytelesto
Bathytelesto is een geslacht van koralen uit de familie van de Clavulariidae.

## Soorten
- Bathytelesto rigida Wright & Studer, 1889
- Bathytelesto tubuliporoides Williams, 1989